# Henriette Hørlücks Skole
 Denne artikel bør gennemlæses af en person med fagkendskab for at sikre den faglige korrekthed.

Henriette Hørlücks Skole (også blot kaldet HH-skole) er en privatskole beliggende i det centrale Odense. Skolen har 455 elever.
Skolen blev grundlagt i 1870. Den er karakteriseret ved at undervise i sprog meget tidligt; engelsk fra børnehaveklassen, fransk fra 4. klasse og tysk fra 5. klasse. Der er mange traditioner på skolen såsom daglig morgensang. Skoleinspektør er Henrik Nannestad Jørgensen, der overtog skolen fra sin far Johannes Jørgensen i 1998.
Skolen blev i 2011 kåret til den 8. bedste skole i Danmark, og dermed også den bedste skole på Fyn. Listen blev offentliggjort af den daværende undervisningsminister Troels Lund Poulsen. Ranglisten er baseret på elevernes karaktergennemsnit, samt undervisningsmiljøet. 

## Dimitterede kendte elever
- 2010: Line Rehkopff, vinder af Danmarks Næste Topmodel 2012
- 2012: Katja Stokholm, vinder af Miss Danmark 2019
- 2012: Martine Ditlev, tidl. professionel tennisspiller
- 2012: Sophie Roessler, professionel atletikudøver
- 2017: Stefan Burchardt, vinder af Vidunderbørn 2017

## Henriette Hørlücks Skole placering på rangliste
| Nr. | Institution               | Kommune    | Skoletype        | Karakter | Forskel |
| --- | ------------------------- | ---------- | ---------------- | -------- | ------- |
| 1.  | Gideonskolen              | Vallensbæk | Fri-/privatskole | 9,3      | 1,4     |
| 2.  | Frederiksberg Privatskole | Rødovre    | Fri-/privatskole | 8,6      | 1,3     |
| 3.  | Atheneskolen              | Gladsaxe   | Fri-/privatskole | 9,3      | 1,1     |
| ... | ...                       | ....       | ...              | ...      | ...     |
| 7.  | Dragør Skole              | Dragør     | Folkeskole       | 8,7      | 1,1     |
| 8.  | Henriette Hørlücks Skole  | Odense     | Fri-/privatskole | 8,7      | 1,1     |
| 9.  | N. Zahles Gymnasieskole   | København  | Fri-/privatskole | 8,6      | 1,1     |

## Skolerejser
Skolen arrangerer bl.a. mange ture for de forskellige klassetrin:
- 5. klasse: Bornholm, Danmark (Lejrtur)
- 6. klasse: København, Danmark (Teatertur)
- 7. klasse: Lillehammer, Norge (Skitur)
- 8. klasse: Station Next, Hvidovre, Danmark (Filmtur)
- 9. klasse: London, Storbritannien (Storbytur)
- 10. klasse: Valgfri efter elevernes ønske